# Foreigner-serie
De Foreigner-serie is een serie met sciencefictionverhalen van de hand van (voornamelijk) de Amerikaanse auteur C.J. Cherryh. De serie is verschenen over een tijdvak van zo'n dertig jaar en bestaat vooral uit (ruim twintig) romans, maar omvat ook een enkele korte verhalen.
De romans in de serie zijn uitgegeven bij DAW Books, georganiseerd in trilogieën. Cherryh zelf had eerst First Contact in gedachten als naam voor de serie.

## Fictionele wereld
De serie speelt een aantal eeuwen in de toekomst, wanneer mensen routinematig de ruimte verkennen. Dat is echter niet waarop de serie zich richt, maar veeleer de achtergrond van de serie: deze richt zich op mensen die per ongeluk terecht zijn gekomen op andermans planeet.
Hun ruimteschip was op weg om een ruimtestation te bouwen en te bemensen (zodat er veel kolonisten aan boord zijn), maar is uit de koers geraakt. Uiteindelijk zijn ze in hun onbekend sterrenstelsel terecht gekomen, alwaar dan alsnog een ruimtestation gebouwd is in de hoop daar een industrie te vestigen, die gebruik gaat maken van lokaal gewonnen grondstoffen. Dit ruimtestation draait in een baan rond een planeet, die bewoond blijkt door intelligente wezens, atevi, die zich technologisch ontwikkeld hadden tot en met het niveau van stoom.

### Politieke situatie
Er is een veelheid van politieke verwikkelingen, tussen de mensen onderling, tussen de atevi onderling, en tussen mensen en atevi.

#### Mensen
Bij de mensen is er enerzijds het ruimteschip met zijn bemanning (en daarin weer facties) tegenover anderzijds de kolonisten. Nadat het ruimtestation af was is het schip verder getrokken, op zoek naar òf de weg terug naar aarde òf naar een betere plaats voor een ruimtestation. De kolonisten bleven achter op het ruimtestation maar werden dat zat en parachuteerden naar de planeet, het ruimtestation leeg achterlatend.
Op de planeet werden ze vreedzaam ontvangen, maar de verschillen bleken toch wel groot en plots brak een oorlog uit. Hoewel de kolonisten een grote technologische voorsprong hadden waren zij veruit in de minderheid, en verloren snel. Bij vredesverdrag werd bepaald dat de kolonisten zich mochten vestigen op een eiland en hun technologie over zouden dragen, maar in een tempo dat de ontwikkeling van de atevi niet te veel zou storen en de natuurlijke omgeving zoveel mogelijk in stand zou houden. Om dit te verzekeren is het contact beperkt tot slechts één mens, die dient als vertaler en die een vetorecht heeft bij de overdracht van technologie. De kolonisten zelf ontwikkelen op hun eiland een beschaving gebaseerd op veel technologie en vooral gericht op consumentisme.

#### Atevi
De atevi zijn de intelligente bewoners van de planeet. Ze zijn ruwweg mensachtig, maar groter en sterker, met een zwarte huid en met een obsessie voor getallen, en voor rekenen. Hun handelen houdt veelal rekening met gunstige en ongunstige getallen: het meest ongunstige getal is "2", en daarna veelvouden daarvan. Zo vieren kinderen wel een 7e verjaardag, en een 9e verjaardag, maar de 8e wordt veelal tactvol doodgezwegen.
De overheersende emotie die zij kennen is man'chi, min of meer te kenschetsen als loyaliteit in een hiërarchisch verband. Er is een beperkt aantal leiders die grote loyaliteit genieten. Dit resulteert er onder andere in dat grenzen niet zozeer geografisch vastliggen, als wel sociaal. Nadat de kolonisten op hun eiland zijn geïsoleerd, organiseren de atevi op het continent zich vooral in één belangrijk politiek verband, met één grote leider. Deze heeft echter te maken met een veelheid aan andere, kleinere politieke verbanden die hij in dezelfde richting probeert te laten werken. De ene menselijke contactpersoon (bij verdrag vastgelegd), de paidhi, heeft een plaats aan zijn hof.
Gezien de nadruk op het belang van leiders is het uitschakelen van zo'n leider (aiji) in atevi politiek een effectief en erkend middel om een doel te bereiken. Dit is geïnstitutionaliseerd, en mag alleen als eerst een vergunning is aangevraagd en verleend; na het indienen van zo'n verzoek wordt eerst het beoogd doelwit geïnformeerd. Iedere politieke leider van enig statuur wordt altijd vergezeld van gewapende lijfwachten, die onderdeel zijn van diens persoonlijke huishouden.

#### Anderen
Op een gegeven ogenblik is er in de ruimte contact met een derde soort intelligente wezens, die aangeven dat zij, elders, weer geconfronteerd zijn met nog weer een andere, kennelijk heel agressieve soort.

### Technologie
De technologie sluit aan bij die van Cherryh's Union-Alliance universum; de serie is daarmee compatibel, als is er qua verhaallijn geen interactie.

## Auteurs
De serie werd tot en met het 21ste deel geschreven door Cherryh. Het 22ste deel, Defiance, werd gepubliceerd met als co-auteur echtgenote Jane S. Fancher.

## Algemene karakteristieken
De verhalen worden verteld in de derde persoon. Voor de hele serie is dat vanuit het gezichtspunt van die ene menselijke contactpersoon, de paidhi (Bren Cameron) aan het atevi-hof, behalve waar dit (later in de serie) voor sommige stukken in een boek afgewisseld wordt met het gezichtspunt van de opgroeiende zoon (Cajeiri) en erfgenaam van de leider van de atevi (Tabini).
Het eigenlijke verhaal start zo'n twee eeuwen na de oorlog, en de paidhi heeft te maken met een continue reeks persoonlijke, maar vooral politieke en diplomatieke crises. Aan de menselijke kant zijn er persoonlijke problemen voor de paidhi met zijn directe familie, en politieke en diplomatieke problemen met de maatschappij op het eiland. Al heel vroeg in de serie komt het ruimteschip terug en herbezet het verlaten ruimtestation; de heel andere cultuur en doelen van de bemanning van het ruimteschip zorgen voor verdere politieke verwikkelingen.
Aan de kant van de atevi is er de voortdurende vraag omtrent het tempo waarin technologie zal worden overgedragen, maar er treden ook steeds verwikkelingen op tussen allerlei groeperingen en facties. In de boeken komt regelmatig ook een aanslag voor, gericht op het uitschakelen van een leider (aiji), of de paidhi, al dan niet uitmondend in een uitgebreide schietpartij, of een lange vlucht om overvallers voor te blijven (het loopt altijd goed af).
Naarmate de serie vordert gaat de paidhi steeds meer op in zijn rol en wordt daar steeds beter in, zodat hij steeds belangrijker diplomatieke opdrachten krijgt. Hij vindt het gezelschap en de motivaties van de atevi steeds rustgevender en rationeler. Daarentegen wordt het steeds onwenniger om zich te verhouden tot mensen.
De individuele boeken hebben een tamelijk voorspelbare verhaallijn, en richten zich op een betrekkelijk gering aantal vaste personen. Naast de paidhi en de belangrijkste leden van zijn huishouden zijn dat vooral Ilisidi, de grootmoeder van de leider van de atevi en Cajeiri, de zoon en erfgenaam van die leider. Ilisidi is nog van de oude stempel en heeft een eigen agenda terwijl Cajeiri zich ontwikkelt, en dingen vers bekijkt. Zij zorgen steeds voor actie en herkenbare perspectieven.

## Verder
De serie won geen prijzen, hoewel enkele delen werden genomineerd voor de Locus Award. Het gegeven dat de serie al zo'n dertig jaar loopt getuigt van succes. Er zijn ook digitale versies en luisterboeken.